# Elaphropeza bisetifera
Elaphropeza bisetifera är en tvåvingeart som beskrevs av Yang, Yang och Hu 2002. Elaphropeza bisetifera ingår i släktet Elaphropeza och familjen puckeldansflugor. Inga underarter finns listade i Catalogue of Life.